# Don Juan Quilligan
Don Juan Quilligan è un film del 1945 diretto da Frank Tuttle.
È una commedia statunitense con William Bendix, Joan Blondell e Phil Silvers. È basato sul romanzo seriale del 1943 Two-Faced Quilligan di Herbert Clyde Lewis.

## Produzione
Il film, diretto da Frank Tuttle su una sceneggiatura di Frank Gabrielson e Arthur Kober con il soggetto di Herbert Clyde Lewis (autore del romanzo), fu prodotto da William LeBaron per la Twentieth Century Fox. Il titolo di lavorazione fu Two-Faced Quilligan.

## Colonna sonora
- Let Me Call You Sweetheart - musica di Leo Friedman, parole di Beth Slater Whitson

## Distribuzione
Il film fu distribuito negli Stati Uniti dal 1º giugno 1945 al cinema dalla Twentieth Century Fox.
Altre distribuzioni:
- in Portogallo il 15 luglio 1947 (Duas Esposas... e Um Marido)
- in Brasile (O Infeliz Don Juan)